# Ойл-Сіті (Пенсільванія)
Ойл-Сіті (англ. Oil City) — місто (англ. city) в США, в окрузі Венанго штату Пенсільванія. Населення — 9613 особи (2020).

## Географія
Ойл-Сіті розташований за координатами 41°25′44″ пн. ш. 79°42′28″ зх. д. / 41.42889° пн. ш. 79.70778° зх. д. (41.428821, -79.707849).  За даними Бюро перепису населення США в 2010 році місто мало площу 12,53 км², з яких 11,64 км² — суходіл та 0,89 км² — водойми.

## Демографія
Згідно з переписом 2010 року, у місті мешкало 10 557 осіб у 4383 домогосподарствах у складі 2631 родини. Густота населення становила 843 особи/км².  Було 5058 помешкань (404/км²).
Расовий склад населення:
| - 96,2 % — білих - 1,5 % — чорних або афроамериканців - 0,3 % — азіатів - 0,2 % — корінних американців |

До двох чи більше рас належало 1,5 %. Частка іспаномовних становила 1,2 % від усіх жителів.
За віковим діапазоном населення розподілялося таким чином: 24,5 % — особи молодші 18 років, 59,9 % — особи у віці 18—64 років, 15,6 % — особи у віці 65 років та старші. Медіана віку мешканця становила 39,9 року. На 100 осіб жіночої статі у місті припадало 90,1 чоловіків;  на 100 жінок у віці від 18 років та старших — 86,9 чоловіків також старших 18 років.
Середній дохід на одне домашнє господарство  становив 47 785 доларів США (медіана — 34 203), а середній дохід на одну сім'ю — 55 481 долар (медіана — 40 194). Медіана доходів становила 36 861 долар для чоловіків та 25 412 долари для жінок. За межею бідності перебувало 26,2 % осіб, у тому числі 41,9 % дітей у віці до 18 років та 16,4 % осіб у віці 65 років та старших.
Цивільне працевлаштоване населення становило 4205 осіб. Основні галузі зайнятості: освіта, охорона здоров'я та соціальна допомога — 25,7 %, виробництво — 15,7 %, роздрібна торгівля — 14,1 %.